# دیلوورث (مینه‌سوتا)
دیلوورث، مینه‌سوتا (به انگلیسی: Dilworth, Minnesota) یک شهر در ایالات متحده آمریکا است که در مینه‌سوتا واقع شده‌است.

## خصوصیات
دیلوورث ۸٫۶۰ کیلومترمربع مساحت و ۴٬۰۲۴ نفر جمعیت دارد و ۲۷۷ متر بالاتر از سطح دریا واقع شده‌است.